# Zudreti
Gli zidreti o zudreti (latino: Zydretae; traslitt. dal greco:, Zudretai o Zudreitai) era un popolo antico della Colchide riportato nei resoconti classici come dimorante lungo la costa del Pontus Euxinus (Mar Nero), sul lato meridionale del fiume Apsaro (attuale Çoruh/Chorokhi nei territori al confine della Turchia e Georgia), e tra i machelonoi e le tribù laz. L'autore romano del II secolo, Arriano, elenca molti vicini, probabilmente tribù etnicamente relazionate, che sono in base all'orientazione da ovest est: i sannoi, drilae, machelonoi, heniochoi, zudreitai, e lazoi (Perip. 1 1.1-2). L'anonima opera (probabilmente scritta dopo il IV secolo) Periplus Ponti Euxini li colloca più a sud tra i fiumi Akamosis e Archabis.  Poco si conosce riguardo alla vita politica e sociale dei zidreti, ma al tempo in cui Arriano li descrisse (130-140 d.C. ca.), essi sembra siano stati soggetti al re di Iberia (Georgia orientale).  